# Eugenio Arauz Pallardó
Eugenio Arauz Pallardó (Alcalá de Henares, 1894 – Ciutat de Mèxic, 1972) fou un metge i polític espanyol, germà del poeta Alvaro Arauz Pallardó.

## Biografia
Llicenciat en medicina i militant del Partit Republicà Democràtic Federal fou elegit diputat per la província de Madrid a les eleccions generals espanyoles de 1931. Durant aquells anys també fou membre del Gran Consell Federal Simbòlic del Gran Orient Espanyol.
Exiliat després de la guerra civil espanyola, el 1942 arribà a Mèxic a bord del vaixell Nyassa. Col·laborà als governs de la Segona República Espanyola en l'exili com a ministre d'economia (1947-1949) i secretari del Consell d'Estat (1949-1951) en els gabinets presidits per Álvaro de Albornoz, i com a ministre d'informació (1951-1956) i propaganda al gabinet presidit per Félix Gordón Ordás. Després continuà vinculat a la maçoneria de la que en seria Sobirà Gran Comendador del Suprem Consell del Gran Orient (1969-1971).